# Тапіоліт
Тапіоліт (рос. тапиолит, англ. tapiolite, нім. Tapiolit m) — мінерал, оксид заліза, танталу та ніобію ланцюжкової будови, залізо-магнезіальний танталоніобат.
Названий від Тапіо — бога лісу у фінській міфології (A.E.Nordenskiöld, 1863). Син. — напіврутил, скогбьоліт, скогбеліт, тамела-танталіт (тамелатанталіт).

## Опис
Хімічна формула: (Fe, Mn)(Ta, Nb)2O6; При Nb>Ta — мосит. Склад у % (з родов. шт. Півд. Дакота, США): FeO — 14,84; MnO — 0,42; Ta2O5 — 77,23; Nb2O5 — 5,18. Домішки: SnO2, TiO2. Сингонія тетрагональна. Дитетрагонально-дипірамідальний вид. Утворює тетрагональні короткопризматичні кристали. Поширені двійники по (013). Густина 7,3-7,8. Тв. 6,0-6,5. Колір чорний, коричнево-чорний, коричневий. Риса коричнева. Блиск напівалмазний до напівметалічного. У тонких уламках прозорий. Зустрічається в асоціації з колумбітом.

## Поширення
Розповсюджений в пегматитах та розсипах району Берґ (Норвегія). Інші знахідки: родов Скогбель, Таммела і Кіміто (Фінляндія), кантон Тессін (Швейцарія), Шпітталь-на-Драу (Австрія), Тазенахт (Марокко), Пунпа (Конго-Кіншаса), Пілбара-Ґолдфілд (Зах. Австралія), Волинь (Україна). Рідкісний.